# Трстин
Трстин (слч. Trstín) насељено је мјесто са административним статусом сеоске општине (слч. obec) у округу Трнава, у Трнавском крају, Словачка Република.

## Становништво
| Година:    | 1994. | 2004.   | 2014.   | 2024.   |
| ---------- | ----- | ------- | ------- | ------- |
| Број људи: | 1278  | 1313    | 1416    | 1369    |
| Разлика:   |       | +2,73 % | +7,84 % | -3,31 % |

| Година:    | 2023. | 2024.   |
| ---------- | ----- | ------- |
| Број људи: | 1372  | 1369    |
| Разлика:   |       | -0,21 % |

Према подацима о броју становника из 2024. године насеље је имало 1369 становника.